# 舟木錬太郎
舟木 錬太郎（ふなき れんたろう、1856年2月11日（安政3年1月6日） - 1923年（大正12年）10月20日）は、日本の軍人。最終階級は海軍少将。位階および勲等、軍功は従四位・勲四等・功四級。加賀国金沢城下（現在の石川県）の加賀藩士出身。

## 官歴
- 1856年2月11日（安政3年1月6日） - 加賀藩士で知行60石の御料理人である舟木伝内の家系の、舟木重高の長男として生まれる。
- 1871年（明治4年）8月2日 - 海軍兵学寮に入寮
- 1875年（明治8年）6月9日 - イギリス留学
- 1876年（明治9年）5月26日 - 海軍少尉補、地中海にて英国軍艦「サルタン」乗組み[1]
- 1880年（明治13年）6月 - イギリス海軍大学校卒業
- 1881年（明治14年）
  - 7月9日 - 帰国
  - 8月10日 - 任 海軍中尉[1]
- 1882年（明治15年）9月8日 - 任 海軍大尉[1]
- 1886年（明治19年）
  - 1月29日 - 軍事部出勤被差免、補 大臣伝令使[2]
  - 7月14日 - 海軍大臣秘書官心得[3]
- 1887年（明治20年）
  - 10月25日 - 任 海軍少佐[4]
  - 10月27日 - 海軍大臣秘書官[5]
  - 11月2日 - 顧問イングルス氏に係る事務取扱兼務[6]
  - 11月4日 - 兼任 造船会議議員 [6]
- 1890年（明治23年）1月13日 - 免 海軍大臣秘書官、補 扶桑副長、免 イングルス氏雇入中海軍大学校御用掛兼務[7]
- 1891年（明治24年）
  - 6月11日 - 免 扶桑副長、補 干珠艦長[8]
  - 7月23日 - 免 干珠艦長、補 日進艦長[9]
  - 12月14日 - 免 日進艦長、補 赤城艦長[10]
- 1892年（明治25年）12月21日 - 任 海軍大佐、叙高等官四等[11]、免 赤城艦長、補 海軍兵学校教頭[12]
- 1893年（明治26年）12月20日 - 補 大和艦長[13]
- 1894年（明治27年）
  - 12月5日 - 補 旅順口海軍根拠地海兵団長[1]
  - 12月27日 - 昇叙高等官三等[1]
- 1895年（明治28年）
  - 2月16日 - 補 金剛艦長
  - 2月18日 - 免 金剛艦長、補 佐世保海兵団附
- 1896年（明治29年）
  - 4月1日 - 補 呉海兵団長[14]
  - 11月17日 - 免 呉海兵団長、補 高千穂艦長[15]
- 1897年（明治30年）4月22日 - 威仁親王イギリス皇帝即位六十年祝典参列に随行[16]
- 1898年（明治31年）
  - 3月11日 - 免 高千穂艦長、待命[17]
  - 11月10日 - 補 厳島艦長[18]
- 1899年（明治32年）
  - 3月22日 - 免 厳島艦長、補 富士艦長[19]
  - 6月17日 - 免 富士艦長、補 横須賀海兵団長[20]
- 1900年（明治33年）
  - 4月27日 - 横須賀鎮守府司令長官事務代理兼務
  - 12月6日 - 免 横須賀海兵団長、補 富士艦長[21]
- 1901年（明治34年）10月1日 - 免 富士艦長、待命[22]
- 1902年（明治35年）5月28日 - 任 海軍少将、予備役[23]
- 1914年（大正3年）
  - 1月6日 - 後備役
  - 3月1日 - 退役。東洋捕鯨株式会社の取締役や太平生命保険株式会社の監査役を務めた。
- 1923年（大正12年）10月20日 - 死去。墓所は青山霊園。

## 栄典
位階
- 1882年（明治15年）11月21日 - 正七位[1]
- 1889年（明治22年）11月15日 - 従六位[24]
- 1893年（明治26年）1月31日 - 正六位[25]
- 1895年（明治28年）2月1日 - 従五位[26]
- 1900年（明治33年）3月10日 - 正五位[27]
- 1923年（大正12年）10月27日 - 従四位[28]

勲章等
- 1889年（明治22年）11月29日 - 大日本帝国憲法発布記念章[29]
- 1891年（明治24年）10月3日 - 褒状[30]
- 1893年（明治26年）11月29日 - 勲六等瑞宝章[31]
- 1895年（明治28年）
  - 9月27日 - 功四級金鵄勲章・単光旭日章[32]
  - 11月18日 - 明治二十七八年従軍記章[33]
- 1896年（明治29年）11月25日 - 勲五等瑞宝章[34]
- 1902年（明治35年）5月10日 - 明治三十三年従軍記章[1][35]
- 1923年（大正12年）10月27日 - 勲四等瑞宝章[36]

外国勲章佩用允許
- 1887年（明治20年）
  - 8月30日[37]
    - ベルギー王国：レオポルド勲章シュワリエ
    - ロシア帝国：神聖アンナ第三等勲章
    - イタリア王国：聖マウリッツィオ・ラザロ勲章カヴァリエーレ
    - フランス共和国：レジオンドヌール勲章シュヴァリエ

  - 10月10日 - ドイツ帝国：王冠第三等勲章[38]
- 1889年（明治22年）3月29日 - オーストリア＝ハンガリー帝国：フランツ・ヨーゼフ勲章コムトゥールクロイツ[39]
- 1897年（明治30年）9月10日[40]
  - スペイン王国：カルロス3世星章付第二等勲章
  - イギリス帝国：銀製ジュビリー記念章

## 親族
- 長男：舟木重雄 - 小説家
- 次男：舟木重信 - 小説家
- 娘：舟木芳江（中野要子） - プロレタリア演劇女優。女学生時代、島田清次郎との関係が問題となった。